# 余丁町
余丁町（よちょうまち）は、東京都新宿区の町名。「丁目」の設定のない単独町名である。住居表示実施済みの地域。

## 地理
新宿区東部・牛込地域に属する。北で若松町、東で河田町、南で住吉町、南西で市谷台町、西で富久町、北西で新宿五丁目に接する。

### 地価
住宅地の地価は、2025年（令和7年）1月1日の公示地価によれば、余丁町12-24の地点で95万4000円/m2となっている。

## 歴史
旗本の組屋敷であったところで、この町が4条あったので東大久保四丁目と呼んでいたが、1872年大久保前町と合併したのをきっかけに縁起の悪い「四」を改めて大久保余丁町とし、1911年に余丁町となった。この当時の小字として「抜弁天」が挙げられる。「大久保」と付いていることからもともと大久保村であり、大久保村の中では唯一東京15区発足時から区部（牛込区）であった町である。坪内逍遥や永井荷風の住んだ町でもある。
住居表示実施に伴う町名整理で「東新宿」となる予定であったが、住民の運動により1986年に余丁町のまま住居表示が実施された。

## 世帯数と人口
2025年（令和7年）3月1日現在（新宿区発表）の世帯数と人口は以下の通りである。
- 世帯数 : 2,637世帯
- 人口 : 4,081人

### 人口の変遷
国勢調査による人口の推移。
| 年                 | 人口  |
| ------------------ | ----- |
| 1995年（平成7年）  | 3,581 |
| 2000年（平成12年） | 3,685 |
| 2005年（平成17年） | 3,751 |
| 2010年（平成22年） | 4,034 |
| 2015年（平成27年） | 3,904 |
| 2020年（令和2年）  | 4,116 |

### 世帯数の変遷
国勢調査による世帯数の推移。
| 年                 | 世帯数 |
| ------------------ | ------ |
| 1995年（平成7年）  | 1,728  |
| 2000年（平成12年） | 1,928  |
| 2005年（平成17年） | 2,081  |
| 2010年（平成22年） | 2,338  |
| 2015年（平成27年） | 2,263  |
| 2020年（令和2年）  | 2,531  |

## 学区
区立小・中学校に通う場合、学区は以下の通りとなる（2018年8月時点）。
| 番地                                           | 小学校               | 中学校             |
| ---------------------------------------------- | -------------------- | ------------------ |
| 4番3～7号 5番1～5号 5番12～14号                | 新宿区立富久小学校   | 新宿区立新宿中学校 |
| 1～3番 4番1～2号 4番8～23号 5番6～11号 6～14番 | 新宿区立余丁町小学校 | 新宿区立新宿中学校 |

## 交通

### 鉄道
当地の北辺の地下を都営地下鉄大江戸線が通っている。当地内に駅はないが、若松河田駅と東新宿駅が利用できる。

### バス
- 東京都交通局

### 道路
- 東京都道302号新宿両国線
- 抜弁天通り（一部都道302号と重複）

## 史跡
- 抜弁天（厳嶋神社）
- 出世稲荷神社
- 坪内逍遥旧居跡

## 事業所
2021年（令和3年）現在の経済センサス調査による事業所数と従業員数は以下の通りである。
- 事業所数 : 112事業所
- 従業員数 : 643人

### 事業者数の変遷
経済センサスによる事業所数の推移。
| 年                 | 事業者数 |
| ------------------ | -------- |
| 2016年（平成28年） | 120      |
| 2021年（令和3年）  | 112      |

### 従業員数の変遷
経済センサスによる従業員数の推移。
| 年                 | 従業員数 |
| ------------------ | -------- |
| 2016年（平成28年） | 665      |
| 2021年（令和3年）  | 643      |

## 施設
- 牛込抜弁天郵便局
- 三井住建道路 関東支店

新宿区立余丁町小学校は北隣の若松町に属し、当地内にはない。

## その他

### 日本郵便
- 郵便番号 : 162-0055[3]（集配局 : 牛込郵便局[17]）。